# Premis Ondas 1971
Els Premis Ondas 1971 van ser la divuitena edició dels Premis Ondas, atorgats el 1971. En aquesta edició es diferencien sis categories: Premis Nacionals de ràdio, nacionals de televisió, locals, internacionals de ràdio i televisió, hispanoamericans i especials.

## Nacionals de ràdio
- Millor actriu: Matilde Conesa de cadena SER
- Millor actor: José María del Río de RNE
- Millor locutora: Nieves Romero de RNE
- Millor locutor: José Bermejo de cadena SER
- Millor autor: Rafael Barón de cadena SER
- Programa cultural: Picadilly-Puerta del Sol, J.Peláez de cadena SER
- Millor programa cultural: Tribuna internacional de compositores de cadena SER
- Protagonistas nosotros de RNE
- Millor programa actualitat: Españoles en Europa de REM

## Nacionals de televisió
- Millor presentadora: Isabel Bauzá de TVE
- Millor presentador: José María Íñigo de TVE
- Millor autor: Carlos Muñoz de TVE
- Millor director: Fernando García de la Vega de TVE
- Millor programa cultural: Encuentro con la música de TVE
- Millor programa dramatitzat: Visto para sentencia de TVE

## Locals
- Millor locutora: Carmen Goya, de Radio Cádiz
- Millor locutor: Luis del Olmo de RNE-Barcelona
- Millor programa musical: Historia del Liceo de RNE-Barcelona
- Millor programa cultural: El médico en casa de Radio Juventud-Málaga
- Millor programa recreatiu: Los estrenos de Radio Zaragoza
- Hablan las cosas, programa d'actualitat de Radio Intercontinental-Madrid

## Internacionals de ràdio
- Millor programa informatiu: Recull-me al retorn de Ràdio Israel
- Millor programa cultural: Història de la música clàssica xinesa de BBC-Tapei (Formosa)
- Millor programa recreatiu: Radioscopie d'ORTF-París (França)
- Programa musical: la sèrie presentat per RMC de Ràdio Mnte-Cenerí (Suïssa)
- Programes dramatitzats: Difusió de l'idioma castellà de Deutsche Welle (Alemanya)
- Millor autor: Noel Coutisson de Radio Montecarlo (Mònaco)
- Millor director: Umberto Benedetto de RAI-Florència (Itàlia)

## Internacionals de televisió
- Millor programes informatiu: Dolly Mina's de KRO-Hilversum (Holanda)
- Millor programes cultural: Gallardo soldat de Nippon Television-Tòquio (el Japó)
- Millor programes recreatiu: Escola de circ de Ràdio-TV Magyar (Hongria)
- Millor actor: Tony Franciosa (EUA)
- Millor actor: James Drury (EUA)

## Hispanoamericans
- Millor locutora: Agustina Martín de Radio Caracas-TV (Veneçuela)
- Millor locutor: Jacobo Zabludowsky de Canal 2 (Mèxic)
- Millor autora: Alicia del Carpio d'INR TV-Bogotá (Colòmbia)
- Millor programa musical: Festival de música nativa de Radio Nacional-Buenos Aires (Argentina)
- Millor programa cultural: Hablemos bien y escribamos mejor de Radio Nacional-Buenos Aires (Argentina)
- Millor programa recreatiu: Teatro breve de Radio Nacional-Buenos Aires (Argentina)

## Especials
- Radio Popular Asturias d'Oviedo
- Cultura General de la COPE- Canarias
- Misa flamenca de Radio Sevilla
- José María Pemán de TVE
- Pedro Pablo Ayuso de la cadena SER, a títol pòstum
- Brigitte Bardot per la seva intervenció a Radioscopie (França)
- Ricardo Palmerola, per la defensa del castellà en els doblatges de Puerto Rico